# Rolex Oysterquartz

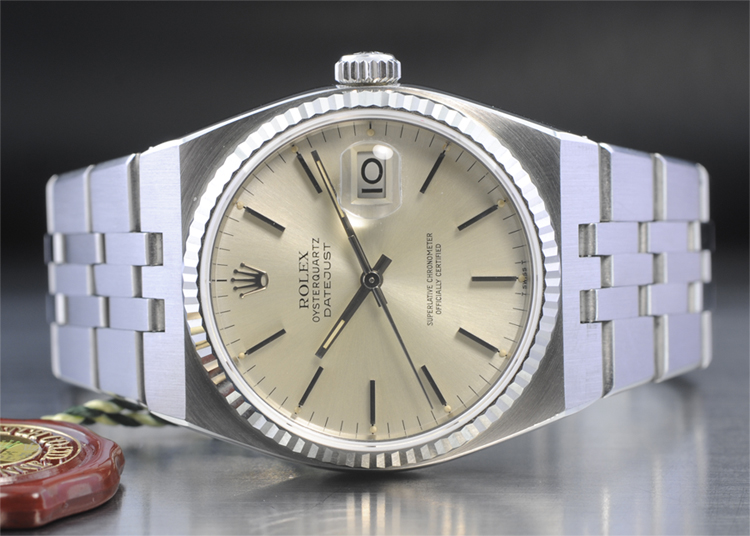
Rolex Datejust Oysterquartz réf. 17014.

La Rolex Oysterquartz était une gamme de montres à quartz fabriquées par Rolex.

## Histoire
À la fin des années 1970, l'industrie horlogère suisse fut touchée par la crise du quartz. Les horlogers japonais inondaient le marché mondial de montres à quartz en grande quantité. Rolex réagit en lançant une nouvelle gamme de montres, dont la Datejust Oysterquartz. Ce modèle visait à concurrencer les marchés asiatiques et à maintenir l'intérêt pour l'horlogerie suisse, alors que l'industrie semblait dominée par les montres à quartz japonaises.
La Datejust Oysterquartz remonte à 1976. Son design se distingue nettement de la ligne classique de Rolex, adoptant les caractéristiques marquantes de l'époque : un boîtier entièrement angulaire, un bracelet intégré à la finition polie et un verre saphir. La gamme se composait de trois versions : or, acier avec lunette en or blanc, et acier et or jaune.

## Mouvement
Contrairement à la plupart des montres à quartz produites en masse, le mouvement de l'Oysterquartz se distingue par l'utilisation d'une roue d'échappement et d'un ancre  (ressemblant à un échappement à ancre), tout en recevant son impulsion d'un moteur pas à pas, mécaniquement similaire à un galvanomètre de d'Arsonval.

## Numéros des modèles
Les numéros de modèles des Rolex Oysterquartz incluent :
- 17000 Datejust Oysterquartz : boîtier en acier inoxydable avec lunette polie, bracelet Oyster intégré en acier inoxydable. Prix : 3 025 $ ;
- 17013 Datejust Oysterquartz : boîtier en acier inoxydable, lunette cannelée en or jaune 18 carats, bracelet Jubilee intégré en acier inoxydable et or jaune 18 carats. Prix : 5 050 $ ;
- 17014 Datejust Oysterquartz : boîtier en acier inoxydable, lunette cannelée en or blanc 18 carats, bracelet Jubilee intégré en acier inoxydable. Prix : 3 575 $ ;
- 19018 Day-Date Oysterquartz : boîtier et lunette en or jaune 18 carats, bracelet President intégré en or jaune 18 carats avec fermoir caché. Prix : 16 500 $ ;
- 19019 Day-Date Oysterquartz : boîtier et lunette en or blanc 18 carats, bracelet President intégré en or blanc 18 carats avec fermoir caché. Prix : 18 200 $ ;
- 19028 Day-Date Oysterquartz : boîtier en or jaune 18 carats avec lunette Pyramid, bracelet Pyramid intégré en or jaune 18 carats avec fermoir caché. Prix : 18 500 $ ;
- 19038 Day-Date Oysterquartz : boîtier en or jaune 18 carats avec lunette Pyramid sertie de 12 brillants, bracelet Pyramid intégré en or jaune 18 carats avec fermoir caché. Prix : 21 250 $ ;
- 19048 Day-Date Oysterquartz : boîtier et lunette en or jaune 18 carats, lunette sertie de 44 brillants, cadran avec 8 brillants et 2 baguettes, bracelet President intégré en or jaune 18 carats avec fermoir caché. Prix : 25 550 $ ;
- 19049 Day-Date Oysterquartz : boîtier et lunette en or blanc 18 carats, lunette sertie de 44 brillants, cadran avec 8 brillants et 2 baguettes, bracelet President intégré en or blanc 18 carats avec fermoir caché. Prix : 27 250 $ ;
- 19068 Day-Date Oysterquartz : boîtier et lunette en or jaune 18 carats, lunette sertie de 44 brillants, cadran avec 8 brillants et 2 baguettes, bracelet Pyramid intégré en or jaune 18 carats avec fermoir caché. Prix : 27 500 $ ;
- 19148 Day-Date Oysterquartz : boîtier en or jaune 18 carats serti de 8 brillants, lunette en or jaune 18 carats sertie de 44 brillants, cadran avec 8 brillants et 2 baguettes, bracelet Karat intégré en or jaune 18 carats avec fermoir caché et 308 brillants. Prix : 60 000 $.